# ウゴウゴ・ルーガのピチカート・ファイヴ
『ウゴウゴ・ルーガのピチカート・ファイヴ』（a television's workshop e.p.／a children's workshop e.p.）は、1994年2月10日に発売されたピチカート・ファイヴによる、ミニ・アルバム。

## 解説
本作はフジテレビ系子供向けバラエティ番組『ウゴウゴルーガ』（1992年10月 - 1994年3月）とのコラボレーション・アルバム。同番組の出演者、キャラクターもゲスト参加。
子供向け番組に対応し、カセットテープ版は日本コロムビアのコロちゃんパック仕様で発売された。
収録曲やバック・トラックに1991年発売アルバム『女性上位時代』からの音源が多く使われているのが特色。

## 収録曲
CD・カセットとも音源は同一。
カセットはA面・B面それぞれに全曲が収録。
| #  | タイトル                                         | 作詞                              | 作曲           | 時間 |
| -- | ------------------------------------------------ | --------------------------------- | -------------- | ---- |
| 1. | 「はじまり」(intro)                              | -                                 | -              | 0:29 |
| 2. | 「ボンジュール」(bonjour)                        | -                                 | 小西康陽       | 2:54 |
| 3. | 「東京は夜の七時」(the night is still young)     | 小西康陽                          | 小西康陽       | 6:02 |
| 4. | 「ラブラブショー」(love love show)               | 小西康陽                          | 小西康陽       | 6:10 |
| 5. | 「しりとりしましょう」(shi-ri-to-ri)             | -                                 | 小西康陽       | 5:34 |
| 6. | 「ドレミ」(do re mi)                             | Bobby Troup（日本語詞：小西康陽） | Bobby Troup    | 3:35 |
| 7. | 「ミー・ジャパニーズ・ボーイ」(me, japanese boy) | Hal David（日本語詞：小西康陽）   | Burt Bacharach | 4:37 |
| 8. | 「大人になりましょう」(let's be adult)           | -                                 | 小西康陽       | 1:28 |

## 曲解説
1. はじまり
  - ウゴウゴくん（田嶋秀任）、ルーガちゃん（小出由華）による、番組の合言葉「おきらくごくらく」のコール。
2. ボンジュール
  - 野宮真貴とシュールくん（CV:昼間徹史[3]）との掛け合い。
  - シュールくんが本作の各曲タイトルをフランス語で紹介、野宮が反復するフランス語講座を模したトラック。
3. 東京は夜の七時
  - 『ウゴウゴルーガ2号』（1993年10月 - 1994年2月）オープニングのうた。本作収録のヴァージョンは前年発売のシングルとは異なる。
  - ミックス名は当初は「New Remix」と告知されていたが、のちに「readymade mfsb mix」と定められた。
  - 当ミックスは後年複数のベスト・アルバムに収録されることになるが、イントロ前でウゴウゴくん、ルーガちゃんが野宮の指導で発声練習をしている音源が含まれているのは本作のみである。
4. ラブラブショー
  - ウゴウゴくん、ルーガちゃんとの共演。
5. しりとりしましょう
  - アルバム『女性上位時代』収録「しりとりをする恋人たち」別バージョン。
  - 二部構成で、前半は野宮、ウゴウゴくん、ルーガちゃんによるしりとり。
  - 後半はシュールくん、トマトちゃん（CV:中島さゆり）、テレビくん（CV:桜井郁子）による大人のしりとり。
6. ドレミ
  - ボビー・トゥループ「Do Re Mi」のカヴァー。
7. ミー・ジャパニーズ・ボーイ
  - ボビー・ゴールズボロ「Me Japanese Boy, I Love You」のカヴァー。
  - 1993年6月放送音楽番組『WOOD』（フジテレビ）で演奏されたライブ版は『Great white wonder〜rare masters 1990-1996』に収録された。
8. 大人になりましょう
  - テレビくんによる「おわりのことば」。
  - BGMは『女性上位時代』収録の同曲バック・トラック。
  - 「大人になっても、おきらくごくらく」の言葉で締めくくられた。